# 上総三又駅
上総三又駅（かずさみつまたえき）は、千葉県市原市海士有木にある、小湊鉄道線の駅である。

## 歴史
- 1932年（昭和7年）11月20日：開業[1]。
- 1956年（昭和31年）：無人駅となる。ただし、2013年まで朝ラッシュ時に限り窓口業務を実施していた[要出典]。
- 1989年（平成元年）3月：ドイツ製のログハウス風駅舎に改築[2]。
- 2001年（平成13年）2月17日：午後8時50分頃、不審火により駅舎約25平方メートルが全焼する[3][4]。その後、同鉄道の建築班により1ヵ月半ほどかけて駅舎を再建した[4]。
- 2013年（平成25年）3月15日：朝ラッシュ時のみ実施していた窓口業務を終了し、終日無人駅となる。同時に自動券売機と監視カメラが設置された[4][5]。

## 駅構造
単式ホーム1面1線を有する地上駅。木造駅舎を有する。無人駅で、自動券売機が設置されている。
今後、行き違い施設の整備が行われる予定である。

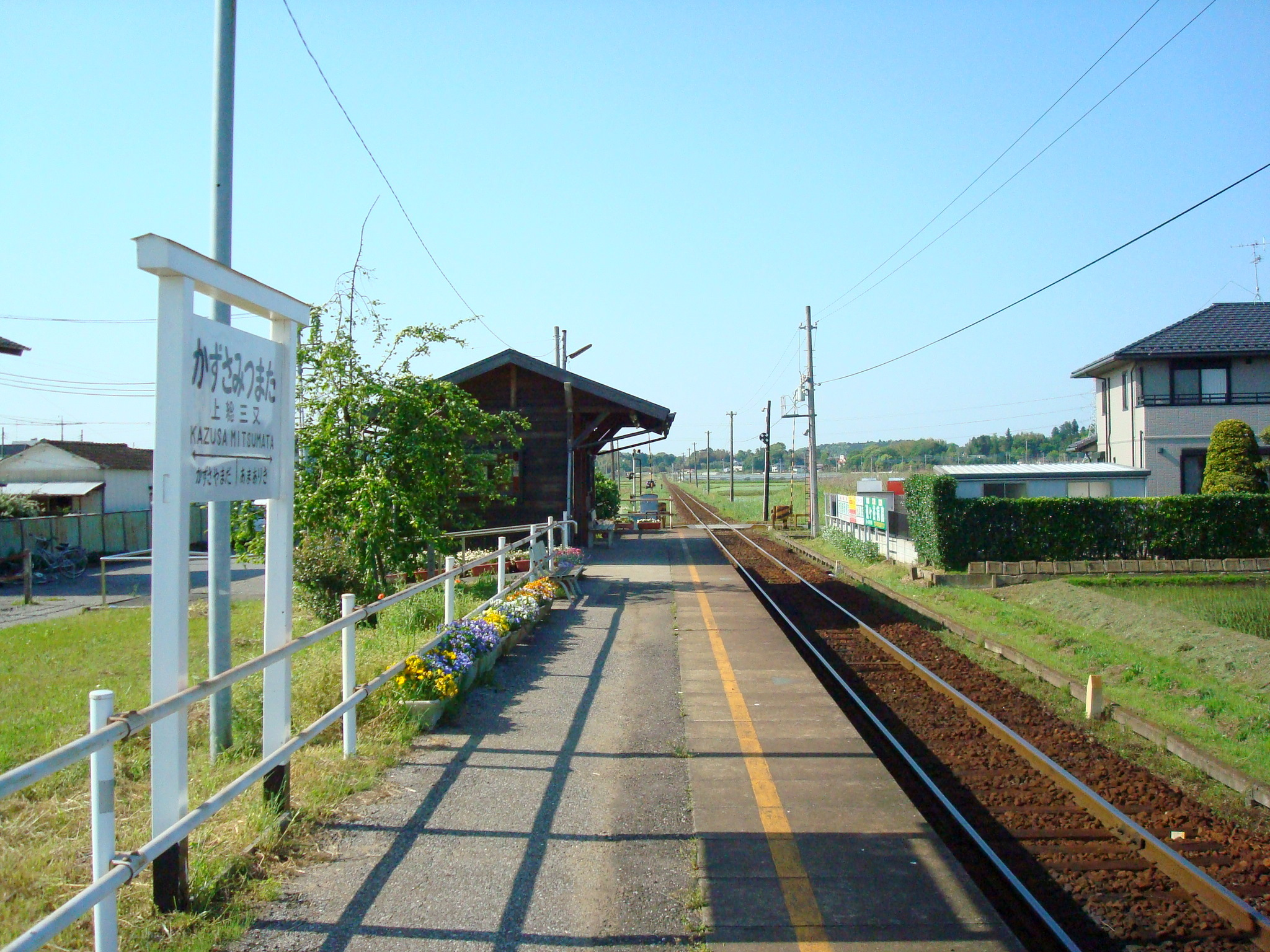
駅ホーム（2008年5月）

## 利用状況
2020年度の1日平均乗車人員は64人である。
近年の一日平均乗車人員推移は下表の通り。
| 乗車人員推移       | 乗車人員推移      | 乗車人員推移 |
| 年度               | 一日平均 乗車人員 | 備考         |
| ------------------ | ----------------- | ------------ |
| 2007年（平成19年） | 170               | [ * 2 ]      |
| 2008年（平成20年） | 171               | [ * 3 ]      |
| 2009年（平成21年） | 158               | [ * 4 ]      |
| 2010年（平成22年） | 143               | [ * 5 ]      |
| 2011年（平成23年） | 146               | [ * 6 ]      |
| 2012年（平成24年） | 147               | [ * 7 ]      |
| 2013年（平成25年） | 135               | [ * 8 ]      |
| 2014年（平成26年） | 128               | [ * 9 ]      |
| 2015年（平成27年） | 118               | [ * 10 ]     |
| 2016年（平成28年） | 110               | [ * 11 ]     |
| 2017年（平成29年） | 102               | [ * 12 ]     |
| 2018年（平成30年） | 100               | [ * 13 ]     |
| 2019年（令和元年） | 92                | [ * 14 ]     |
| 2020年（令和02年） | 64                | [ * 1 ]      |

## 駅周辺

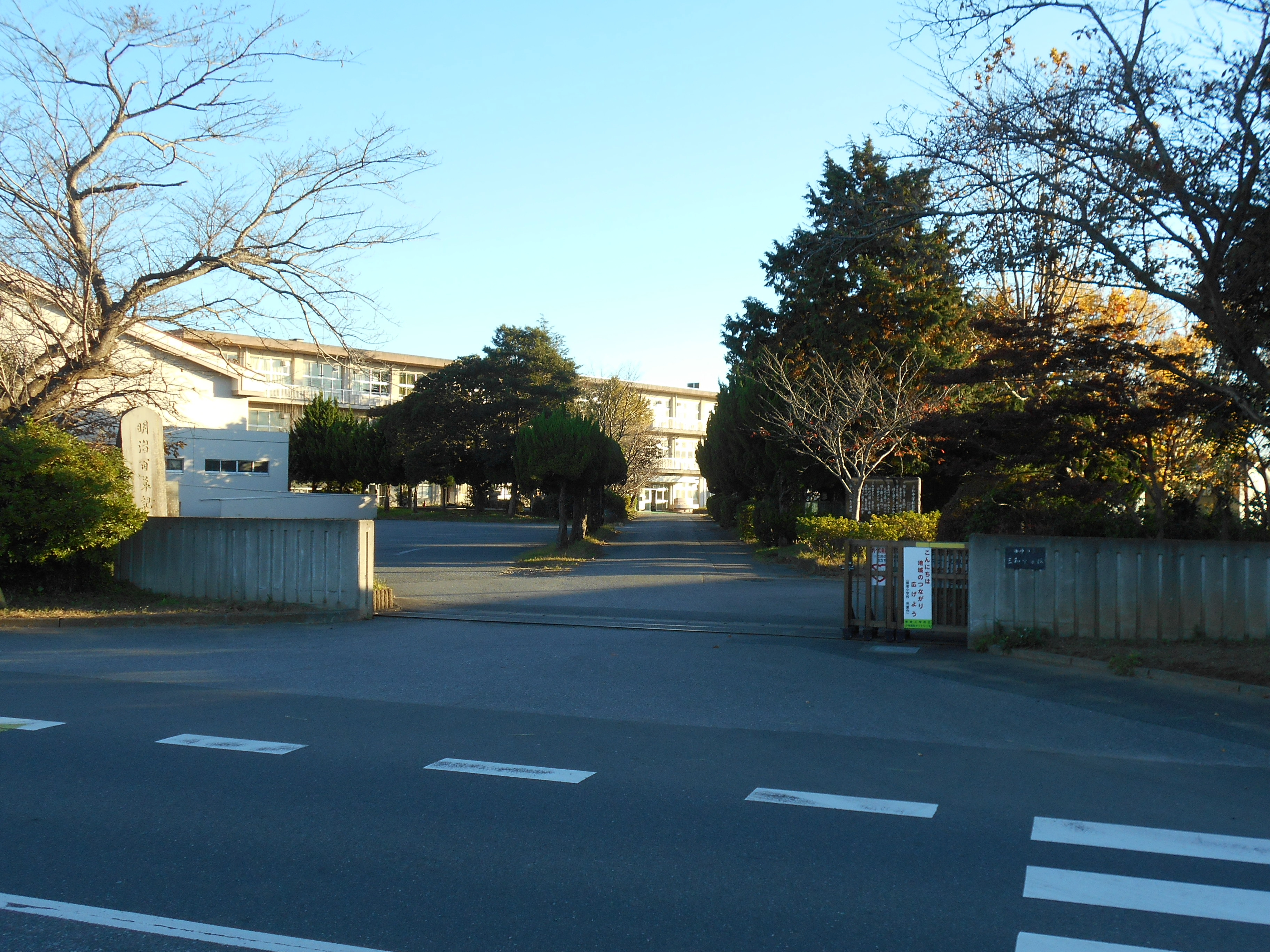
市原市立三和中学校

駅周辺は住宅と田畑が点在している。
- 国道297号
- 千葉県道13号市原茂原線
- 市原市役所三和支所
- 三和保健福祉センター
- 三和コミュニティセンター
- 三和運動広場
- 市原鶴岡病院
- 市原市立三和中学校
- 市原市立市西小学校
- 三和テクニカルゴルフレンジ

## 隣の駅
小湊鉄道
■小湊鉄道線
海士有木駅 - 上総三又駅 - 上総山田駅